# Friedrich Oltmanns
Johann Friedrich Oltmanns, född 11 juli 1860, död 13 december 1945, var en tysk botaniker.
Oltmanns var professor vid universitetet i Freiburg im Breisgau. Han ägnade sig särskilt åt algologi och offentliggjorde grundläggande undersökningar över befruktnings- och utvecklingsförhållanden inom skilda alggrupper, vilka han sammanfattande skildrade i sin stora handbok Morphologie und Biologie der Algen (2 band, 1904-05). Som fysiolog undersökte Oltmanns växternas fotometriska rörelser, fototropism och fototaxis, blommornas öppnande och slutande med mera. Från 1909 utgav han tillsammans med Ludwig Jost Zeitschrift für Botanik.
Auktorsnamnet Oltm. kan användas för Friedrich Oltmanns i samband med ett vetenskapligt namn inom botaniken; se Wikipediaartiklar som länkar till auktorsnamnet.